# 安姬塔·拉伊纳
安姬塔·拉伊纳（Ankita Raina，1993年1月11日—），生于艾哈迈达巴德，印度女子网球运动员，2009年成为职业球手，2016年南亚运动会女子单打和混合双打金牌得主、2018年亚洲运动会女子单打铜牌得主。